# Стланик

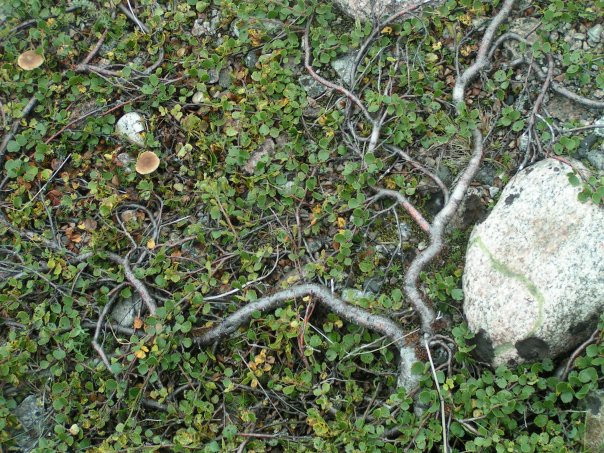
Берёзовый стланик

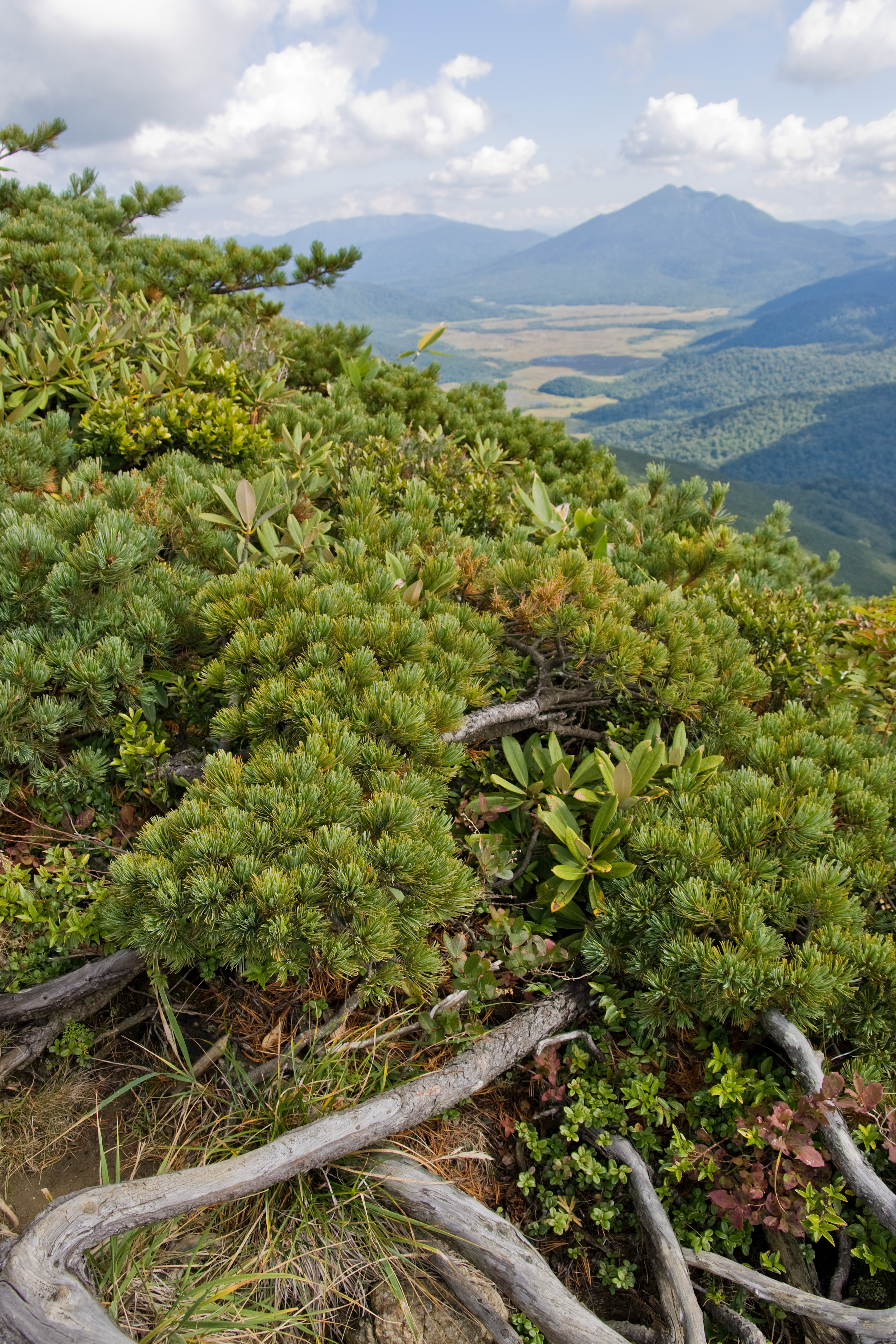
Кедровый стланик

Стла́ник, в широком смысле — невысокий стелющийся кустарник или похожее на кустарник дерево, произрастающие в виде густых труднопроходимых зарослей. Могут образовывать криволесья.
В научном, ботаническом, понимании стланики — это только кустарники, осевые побеги которых растут горизонтально или слегка приподнимаясь. Стелющиеся формы деревьев называют стланцами, кустарничков — стланичками. Все они представляют собой особый морфогенетический ряд жизненных форм древесных растений. У стланцев ствол и крона растут вдоль земли, только молодые концы ветвей могут принимать вертикальное положение. Стланцы могут быть основной лесообразующей породой в криволесьях сосны горной, кедрового стланика, а также в ерниках, ивняках, верещатниках и в других местах.
Стебли и ветви стелющихся форм древесных растений растут преимущественно в длину (в толщину — ограниченно), что способствует их эластичности.
Стланиковые формы приспособились к произрастанию в экстремальных условиях, неблагоприятных для пряморастущих форм, произрастают в Субарктике, Субантарктике, в горах, на океанических побережьях, образуя границу леса. Многие лесные виды, например лиственница, бук, на большей части своего ареала произрастают в виде прямостойных деревьев, но на его границах образуют стелющиеся формы. У некоторых видов деревьев (кедровый стланик, карликовая берёза) стланцевая форма встречается чаще. У более чем 1000 видов стелющаяся форма закреплена генетически.
Продолжительность жизни стелющихся форм может достигать 1000 лет и более, например у сосны обыкновенной, что может быть объяснено большим количеством придаточных корней.